# يورغن بيورنستاد
يورغن بيورنستاد (بالنرويجية البوكمول: Jørgen Bjørnstad)‏ هو لاعب جمباز فني نرويجي، ولد في 2 أبريل 1894، وتوفي في 10 يوليو 1942.

## وصلات خارجية
- يورغن بيورنستاد على موقع أوليمبيديا (الإنجليزية)